# 東武バスウエスト岩槻営業所

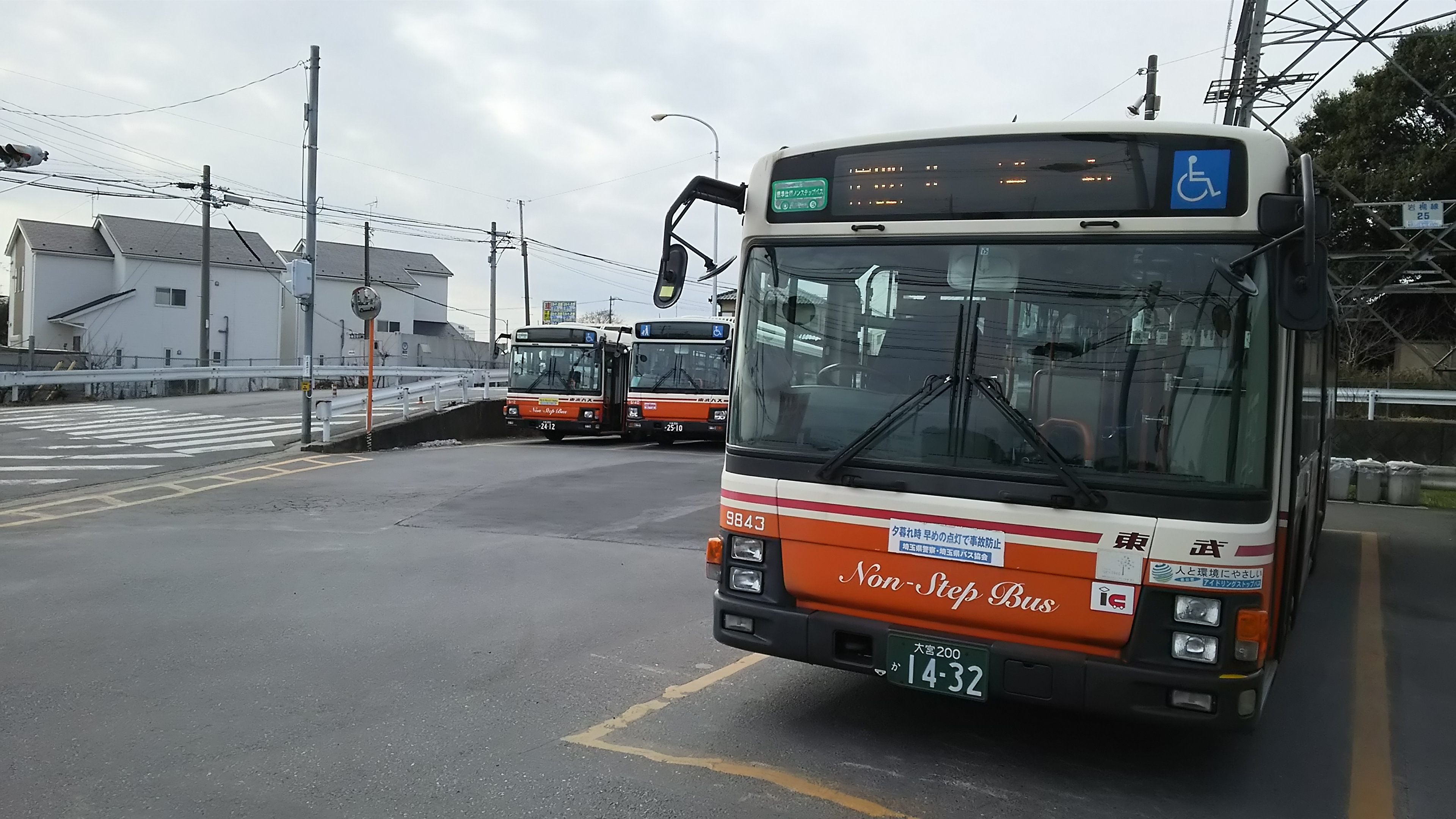
岩槻営業所 所属車両9843号車（宮下にて）

東武バスウエスト岩槻営業所（とうぶバスウエストいわつきえいぎょうしょ）は、埼玉県さいたま市岩槻区城南にある東武バスウエストの営業所で、大宮営業事務所の傘下である。最寄りバス停は、国際興業バスの「真福寺」であり、東武バスの路線は付近には存在しない。よって当営業所と起終点間はすべて回送出入庫となっている。
大宮駅、北浦和駅をターミナルとし、さいたま市のうち見沼区の東武野田線（東武アーバンパークライン）以南およびJR宇都宮線以東、岩槻区、浦和区、大宮区、緑区ならびにJR武蔵野線以北のエリアを運行する系統を所管している。所属車両のナンバーは大宮ナンバーである。

## 沿革
- 1944年（昭和19年）3月31日 - 総武鉄道と東武鉄道の合併により総武鉄道自動車部岩槻営業所が東武鉄道自動車部に移管
- 1947年（昭和22年）6月1日 - 東武鉄道自動車局岩槻営業所となる
- 1949年（昭和24年）6月1日 - 東武鉄道自動車局大宮営業所事務所岩槻分所となる
- 1953年（昭和33年）9月1日 - 岩槻分所が大宮営業所岩槻出張所となる
- 1970年（昭和45年）6月 - 岩槻駅前から現在地に移転
- 2002年（平成14年）10月1日 - 東武バスウエスト株式会社発足に伴う組織変更により、大宮営業所岩槻出張所が岩槻営業所となる。
- 2008年（平成20年）8月9日 - 同営業所所管路線にPASMOを導入。
- 2022年（令和4年）4月1日 - 天沼営業所との統合により、岩槻営業所に一本化[3]。

## 輸送人数
- 7,500人（2013年度、1日平均）[4]

## 現行路線

### 浦和駅 - 北浦和駅 - 山崎 - 東新井団地・宮下・岩槻駅方面
天沼営業所を統合する以前より当営業所の管轄である。
- 岩01：北浦和駅 - 浦高前 - 皇山道 - 山崎 - 鎌倉公園入口 - 向大谷 - 宮下 - 加倉 - 岩槻駅
- 岩02：北浦和駅 - 浦高前 - 皇山道 - 山崎 - 鎌倉公園入口 - 向大谷 - 宮下
- 岩02：北浦和駅 → 浦高前 → 皇山道 → 山崎 → 東新井団地 → 鎌倉公園入口 → 向大谷 → 宮下（深夜バスあり）
- 岩03：北浦和駅 - 浦高前 - 皇山道 - 山崎 - 東新井団地
- 岩04：浦和駅西口 - 常盤二丁目 - 北浦和駅 - 浦高前 - 皇山道 - 山崎 - 鎌倉公園入口 - 向大谷 - 宮下
- 岩05：浦和駅西口 - 常盤二丁目 - 北浦和駅 - 浦高前 - 皇山道 - 山崎 - 東新井団地（土休日のみ）

埼玉県道65号さいたま幸手線に沿って東新井団地及び宮下まで運行する、当営業所の主要路線である。停留所は北浦和駅東口ロータリーから、少し離れた北浦和ターミナルビル敷地内の交通広場である「北浦和バスターミナル」に所在している（国際興業バスと異なり、駅東口ロータリーには入らない）。現在のバスターミナルは「北浦和一丁目地区第一種市街地再開発事業」による北浦和ターミナルビルの竣工に伴い、2002年（平成14年）に整備されたもので、それ以前はほぼ同じ位置で平面の折返場が乗り場、降車場は対岸のアーケード寄りに設置されていた。
基本的には岩02と岩03が運行されている。本数は少ないものの、「宮下」の先を道なりに進み、宮ヶ谷塔（西）交差点を右折し埼玉県道2号さいたま春日部線に入り、大50系統と区間重複して岩槻駅まで運行する岩01系統や、浦和駅（西口）発着で埼玉県道164号鴻巣桶川さいたま線を通り、北浦和駅を経由して宮下発着の岩04系統、東新井団地発着の岩05系統がある（北浦和以南は浦31系統と区間重複）。
また、北浦和駅を21時以降に発車する岩02系統の大半は、途中東新井団地をラケット状に経由する。平日は最終含め5本、土曜は最終が深夜バスとして運行される。
この路線は従来、すべての系統で岩02を使用していたが、2008年（平成20年）10月11日のダイヤ改正において系統番号を分離した。

### さいたま新都心駅東口 - 東新井団地方面
天沼営業所を統合する以前より当営業所の管轄である。
- 新都22：さいたま新都心駅東口 - 大宮警察南 - 中木崎 - 山崎 - 東新井団地
- 新高01：さいたま新都心駅東口 - （直行） - 山中橋 - 東新井団地

新都22系統はさいたま新都心駅から南下し、さいたま新都心バスターミナル前を経由して東に折れ、産業道路に出て南に進み、埼玉県道120号上木崎与野停車場線で東北へ曲がり、第二産業道路の山崎交差点を左折し、岩03と並行して東新井団地へ向かう路線である。
大宮警察署が2017年11月27日に現在地へ移転した事に伴い、2018年1月13日に「北袋住宅」停留所を「大宮警察」停留所に改称した。
2020年9月7日ダイヤ改正より、それまでの埼玉県道56号さいたまふじみ野所沢線を経て北袋交差点で産業道路を南下（上記の「大宮警察」停留所を経由）するルートから、新都心バスターミナル - 大宮警察南を経由する新設のルートに変更された。
新高01系統は2010年（平成22年）7月26日のダイヤ改正で新設された。北袋一丁目停留所を出ると首都高速埼玉新都心線に入り一区間（新都心出入口 - さいたま見沼出入口）を走行し、山中橋停留所までショートカットする。埼玉県内の首都高速道路を高速道路用途ではない一般路線バスが走行する唯一の路線である。新都22系統を補完するダイヤが設定されていて、運行は朝夕のみである。

### 浦和駅 - 北浦和駅 - さいたま市立病院方面
2022年4月1日付の天沼営業所閉所により当営業所に移管された。
- 浦31：浦和駅西口 - 常盤二丁目 - 北浦和駅 - 浦高南 - 市営アパート - さいたま市立病院
- 浦31：北浦和駅 - 浦高南 - 市営アパート - さいたま市立病院（深夜バスあり）
- 浦31：北浦和駅 - 浦高南 - 市営アパート - JR社員寮前
- 浦31：北浦和駅 - 浦高南 - 市営アパート
- 浦31急行：北浦和駅 → （急行） → 教育センター → さいたま市立病院

北浦和から市立病院まで市道北宿通り（通称）を道なりに通る路線である。殆の便は市立病院到着後、北宿〜JAさいたま三室前間に位置する三室車庫に回送されるため、市立病院で折り返す便は少ない。大多数の便が北浦和駅 - 市立病院の運行であり、日中でも同区間は毎時6本以上(浦和駅発着の便は毎時1~2本、土休日は最大4本)運行されている。平日朝の市営アパート〜北浦和駅間は1時間に30本以上（約半数は市営アパート始発の区間便）の超高頻度運行を行っている。
JR社員寮前発着便は市営アパート発着便同様の区間運行便である。かつては一つ先の停留所である山崎発着で運行され、2019年5月に北浦和方面行きのみJR社員寮前始発に短縮、2022年4月の岩槻営業所移管時に下り便もJR社員寮前終着に変更された。この区間便は道祖土（さいど）交差点（「総合教育センター交差点」から改称）から浦31の本線ルートを外れ新都21の経路に入る。またJR社員寮前行はJR社員寮前到着後、第二産業道路を北上し山崎交差点で左折し、岩01の経路を利用し北浦和駅まで回送されるほか、JR社員寮前発はその逆経路で北浦和駅からJR社員寮前まで回送された上でJR社員寮前発北浦和駅行きとなる。浦31の浦和駅 - 北浦和駅間は岩01と重複する。浦31（JR社員寮前発）は朝の北浦和駅行のみ、浦31（JR社員寮前行き）は夕方を中心に運行している。また、土休日ダイヤにおけるJR社員寮前発は6時台に1本のみ、JR社員寮前行きは18時台の1本のみとなるなど、運転本数が平日に比べ極端に少なくなる。また、2020年4月25日のダイヤ改正前までは平日夕方における山崎行きも非常に本数が少なかったがこの改正で大幅に増便された（その後JR社員寮前行きに短縮）。
浦31（急行）は平日夕方の市立病院方面のみ運行されている。北浦和駅を出ると、教育センター前まで直行で運転する。通過区間については区間便(市営アパート行・JR社員寮前行)を続行で運転して利便性を確保している。西宿 - 市立病院間は国際興業バス浦08系統と並行する。

### 大宮駅 - さいたま新都心駅 - さいたま市立病院方面
2022年4月1日付の天沼営業所閉所により当営業所に移管された。
- 新都21：さいたま新都心駅東口 - 大宮警察南 - 西高前 - 山崎 - 西宿 - さいたま市立病院
- 新都21：さいたま新都心駅東口 - 大宮警察南 - 西高前 - 山崎 - 道祖土二丁目
- 大都23：大宮駅東口 - 大宮区役所 - さいたま新都心駅東口 - 大宮警察南 - 西高前 - 山崎 - 西宿 - さいたま市立病院
- 大都23：道祖土二丁目 → 山崎 → 西高前 → 大宮警察南 → さいたま新都心駅東口 → 大宮区役所 → 大宮駅東口（平日朝のみ）
- 大都23：大宮駅東口 - 大宮区役所 - さいたま新都心駅東口（平日朝一往復のみ）

さいたま新都心駅から南下し、さいたま新都心バスターミナル前を経由して東へ折れ、産業道路に出て南に進み、埼玉県道120号上木崎与野停車場線で東北へ曲がり、第二産業道路の山崎交差点で東南へ折れて、道祖土交差点で北宿通りに入り市立病院へ向かう路線である。朝ラッシュおよび夕方ラッシュの時間帯以降は新都21（さいたま市立病院発着）が、それ以外の時間帯は大都23（さいたま市立病院発着）が運行されている。
新都21は当初、岩槻と天沼の共管路線として開設されていたが、後に天沼の単独となった路線である。その為、天沼営業所の閉所により、当営業所での所管が復活する形となった。
大都23は2009年10月11日の改正で新設。大新23は大宮駅東口まで実質上区間延伸したもので、当初は平日9本、土日祝日23本の運行だった。大宮駅東口からさいたま新都心駅間は当初、宇都宮線と並行に沿る埼玉県道164号鴻巣桶川さいたま線（旧中山道）を通る経路で、路線開設までさ33と西武バス大38が日に数本通るのみであったが大幅に増発した格好となっている。2010年7月26日の改正で、新都21（さいたま市立病院発着）は、朝ラッシュ時と一部時間帯を除いて、大都23（さいたま市立病院発着）に振り返られた。
大宮警察署が2017年11月27日に現在地へ移転したことに伴い、2018年1月13日に「北袋住宅」停留所を「大宮警察」停留所に改称した。
大宮区役所が2019年5月7日に新庁舎へ移転したことに伴い、同日から大都23の運行経路を「吉敷一丁目」停留所経由から新設の「大宮区役所」停留所経由に変更し、また、大都23（大宮区役所行き）が新設された。2020年9月7日改正で、それまでの埼玉県道56号さいたまふじみ野所沢線を経て北袋交差点で産業道路を南下（上記の「大宮警察」停留所を経由）するルートから、新都心バスターミナル前 - 大宮警察南を経由する新設のルートに変更された。
岩槻営業所移管時に、平日朝のみ運行されていた大宮駅東口発大宮区役所行き（区間便）の系統は廃止された。

## 廃止・移管路線

### 大宮駅東口 - 吉敷一丁目 - さいたま新都心駅東口 - 山崎 - 東新井団地線
- 大都24：大宮駅東口 - 吉敷一丁目 - さいたま新都心東口 - 北袋住宅 - 西高前 - 山崎 - 東新井団地
  - 天沼営業所との共管路線。2009年（平成21年）10月11日のダイヤ改正にて新設。土曜及び日曜・祝日のみ4本。2017年6月19日改正にて廃止。

### 大宮駅東口 - 大宮区役所
- 大都23：大宮駅東口 → 大宮区役所
  - 地方庁舎跡に建設され供用開始された新・大宮区役所へのアクセスにために2019年5月に設定された、大宮駅〜さいたま市立病院線の区間便である。大宮区役所行きのみが平日朝に数本設定されていたが、大宮区役所が大宮駅から近いこともあり利用が定着せず、2022年3月をもって廃止された。

### 大宮駅東口 - 宮下・岩槻駅方面
- 大50：大宮駅東口 - 堀の内 - 導守 - タムロン前 - 半縄橋（大宮東警察署前） - 大橋 - 加倉 - 岩槻駅
- 大50：大宮駅東口 - 堀の内 - 導守 - タムロン前 - 半縄橋（大宮東警察署前） - 東宮下 - 宮下
  - 2022年4月1日付で、岩槻営業所から大宮営業事務所に移管。